# Reserva Particular do Patrimônio Natural Fazenda Pacatuba
A RPPN Fazenda Pacatuba (Reserva Particular do Patrimônio Natural Fazenda Pacatuba) é uma área de conservação particular situada no distrito de Santa Helena, município de Sapé, estado da Paraíba, Brasil. Localizada dentro de uma fazenda de 2.600 hectares, 266,53 dos quais dedicados à conservação, a reserva tem como objetivo a conscientização ambiental e a preservação das espécies animais e vegetais da mata atlântica da região.
A unidade representa um importante bolsão protetor para a fauna e flora, boa parte já ameaçada de extinção, entre as quais preguiça]s, jiboias, surucucus-pico-de-jaca, jacarés, veados, lontras, pacas guaribas, entre outros.